# Gilles-Laurent Rayssac
Pour les articles homonymes, voir Rayssac (homonymie).
Gilles-Laurent Rayssac est un consultant et universitaire français, spécialiste de la concertation et du management des parties prenantes.

## Biographie
Né en 1962, il participe, pendant ses études à l'Université de Paris X – Nanterre Paris, à la création de Pour un Syndicalisme Autogestionnaire (PSA), un syndicat étudiant associé à la CFDT et fondé en septembre 1982 avec, entre autres, Jacques Maire, Pierre Orsatelli, Christian Paul. Il fait partie du "collectif d'animation", l'équipe dirigeante de PSA jusqu'en 1985.
Après avoir étudié l'économie du travail et les sciences politiques, au début des années 1980, il a entamé sa vie professionnelle comme chargé de mission, à partir de 1984, à la CFDT au secrétariat confédéral. À partir de 1987, il devient consultant au sein de Ten Conseil, cabinet créé et dirigé par Claude Neuschwander et spécialisé dans le développement territorial. Il se consacre principalement au conseil en stratégie de développement et à l’accompagnement des collectivités locales dans la conduite de leurs politiques territorialisées de l’emploi. De 1989 à 1993, il dirige ERGO, un programme de la Commission européenne consacré aux échanges de bonnes pratiques en matière de lutte contre le chômage de longue durée.
Après avoir été directeur du développement du Groupe Vitamine T, groupe d’entreprises et d’associations d’insertion par l’économique pendant 2 ans, il devient directeur général de Quat’alyse, la société de conseil aux collectivités territoriales du Groupe Quaternaire, en 1997. Il y restera jusqu’en 2002, date à laquelle il devient directeur de la Mission « Gouvernance et développement durable » chez Bernard Brunhes Consultants. 
Parallèlement, il est nommé professeur associé à l’Université de Caen Basse-Normandie à partir de 2001. Il y enseigne le développement territorial puis le management des parties prenantes et les problématiques de gouvernance. Il est membre permanent du Centre d'étude et de recherche sur les risques et les vulnérabilités (CERReV).
En avril 2004, il crée, avec Marie-Catherine Bernard et Corinne Bruno, le cabinet Res publica, spécialisé dans les stratégies et l’ingénierie de la concertation.